# Władysław Kiraga
Władysław Piotr Kiraga (ur. 29 czerwca 1950 w Nowym Warpnie, zm. 4 stycznia 2020) – polski samorządowiec, burmistrz Nowego Warpna.

## Życiorys
Posiadał wykształcenie zawodowe.  

### Działalność samorządowa
Dołączył do Platformy Obywatelskiej. W latach 2002–2006 był przewodniczącym Rady Miejskiej, a wcześniej przez dwie kadencje był wiceburmistrzem Nowego Warpna. W 2006 roku został wybrany burmistrzem Nowego Warpna, wygrał wybory w pierwszej turze otrzymując 478 głosów (62,24%). W czasie wyborów samorządowych w Polsce w 2018 roku nie ubiegał się o reelekcję. Od 2016 był członkiem zarządu Stowarzyszenia Gmin Polskich Euroregionu Pomerania w Szczecinie. 
Zmarł 4 stycznia 2020 roku, uroczystości pogrzebowe odbyły się 10 stycznia tego samego roku w Kościele pw. Wniebowzięcia N.M.P. w Nowym Warpnie, a ceremonia pogrzebowa odbyła się na cmentarzu w Nowym Warpnie. 

## Odznaczenia i wyróżnienia
- Złota Odznaka Honorowa Gryfa Zachodniopomorskiego (2010)[11]
- Złoty Medal „Za Zasługi dla Pożarnictwa” (2012)[12]